# Hodoš
Hodoš (mađarski: Őrihodos, njemački: Hodosch) je naselje i središte slovenske Općine Hodoš. Hodoš se nalaze u pokrajini Prekmurju i statističkoj regiji Pomurju. U Hodošu su živjeli Juri Cipot (pisac) i Janoš Kardoš (pisac, pjesnik i prevodilac), a u mjestu je bio rođen pisac Rudolf Cipot, sin Jurija Cipota.

## Stanovništvo
Prema popisu stanovništva iz 2002. godine naselje je imalo 251 stanovnika.

## Poznate osobe
- Sonja Roman , atletičarka